# I Am Greater than I Was
Albums de 21 Savage
Without Warning
(2017) Savage Mode II
(2020)
I Am > I Was, se prononçant I Am Greater than I Was, est le deuxième album studio de 21 Savage, sorti le 21 décembre 2018 sur le label Epic.

## Historique
En novembre 2018, 21 Savage publie sur Twitter un bref message « 12-7-18 » et laisse à penser que son prochain album sortira à cette date.
Le 24 décembre 2018, trois jours après la sortie de l'album, 21 Savage publie un morceau inédit, Out for the Night – Part 2 en featuring avec Travis Scott. Initialement prévu dans la tracklist, il a été reporté en raison du retard pris par Scott pour son vers.

## Réception

### Critique
I Am > I Was reçoit un accueil positif de la presse spécialisée, obtenant un score de 81/100 sur Metacritic, basé sur six critiques. Eric Diep de HipHopDX le décrit comme « une écoute agréable avec un bon rythme, plein de vulnérabilité, de chagrin, de menace et de sauvagerie », ajoutant que « le deuxième album de 21 Savage prouve qu’il est un rappeur talentueux et polyvalent qui a beaucoup à dire ».

## Liste des pistes
| No  | Titre                  | Auteur | Producteur(s)                           | Durée |
| --- | ---------------------- | --- | --------------------------------------- | ----- |
| 1.  | A Lot                  | Shayaa Joseph, Jermaine Cole, Dacoury Natche, Anthony White, Shelia Young | DJ Dahi, J White                        | 4:48  |
| 2.  | Break Da Law           | Joseph, Leland Wayne, Joshua Luellen, Bradley Brandon | Metro Boomin, Southside, Doughboy Beatz | 2:57  |
| 3.  | A&T                    | Joseph, Trocon Roberts, Joceyln Donald, Nija Charles, Kinta Cox, Paul Beauregard, Jordan Houston, Brandt Jones, Danell Stevens, Earl Stevens, Tenina Stevens, Marvin Whitemon, Delmar Lawrence | FKi 1st                                 | 3:32  |
| 4.  | Out for the Night      | Joseph, Ahmar Bailey, Carlos Santana | Kid Hazel                               | 2:17  |
| 5.  | Gun Smoke              | Joseph, Bailey, Frederikus van Workum, Nicholas Luscombe | Kid Hazel, Freek Van Workum, ItsNicklus | 2:47  |
| 6.  | 1.5                    | Joseph, Kiari Cephus, Wesley Glass | Wheezy, Nils                            | 2:28  |
| 7.  | All My Friends         | Joseph, Austin Post, Louis Bell | Bell                                    | 3:31  |
| 8.  | Can't Leave Without It | Joseph, Dominique Jones, Sergio Kitchens, Glass | Wheezy                                  | 3:25  |
| 9.  | ASMR                   | Joseph, Wayne, Bailey | Metro Boomin, Kid Hazel                 | 2:51  |
| 10. | Ball w/o You           | Joseph, Bryan Simmons, Kenneth Smith, Jr., Tyshane Thompson, Ralphy London | TM88                                    | 3:15  |
| 11. | Good Day               | Joseph, Quincy Hanley, Houston, Ronald LaTour, Samuel Gloade, Lamont Porter, Brock Korsan, Thompson, Donald, Beauregard                                                                        | Cardo, 30 Roc                           | 4:02  |
| 12. | Pad Lock               | Joseph, Bailey, van Workum, Luscombe | Kid Hazel, Freek Van Workum, ItsNicklus | 3:11  |
| 13. | Monster                | Joseph, Donald Glover II, Natche, Axel Morgan, Jake Austin, Calvin Tarvin | DJ Dahi, Axlfolie, Dave Sava6e, Tiggi   | 3:53  |
| 14. | Letter 2 My Momma      | Joseph, Bailey | Kid Hazel                               | 3:14  |
| 15. | 4L                     | Joseph, Quantavious Thomas, Roshwita Bacha, Bailey | Roselilah, Kid Hazel                    | 4:48  |

| 16. | Out for the Night – Part 2 | Joseph, Jacques Webster, Bailey, Santana | Kid Hazel | 3:55 |

Notes
- Tous les titres sont stylisés en minuscule.
- A Lot comprend des vocales de J. Cole.
- A&T comprend des vocales de City Girls.
- 1.5 comprend des vocales de Offset.
- All My Friends comprend des vocales de Post Malone.
- Can't Leave Without It comprend des vocales de Lil Baby et Gunna.
- Good Day comprend des vocales de Schoolboy Q et Project Pat.
- Monster comprend des vocales de Childish Gambino, Braylen Green, Mario Ricks, Jr., Hattori Williams et Peyton Eleazor.
- 4L comprend des vocales de Young Nudy.
- Out for the Night – Part 2 comprend des vocales de Travis Scott.

Samples
- A Lot contient un sample de I Love You de East of Underground[7].
- Break da Law contient un sample de Some More de Young Thug.
- A&T contient des samples de Azz & Tittiez de Hypnotize Camp Posse et Don't Save Her de Project Pat feat. Crunchy Black.
- Out for the Night contient un sample de Samba Pa Ti de Santana.
- ASMR contient un sample de Jumpman de Drake et Future.
- Good Day contient un sample de Damn I'm Crazed de DJ Paul et Lord Infamous.

## Crédits
Instrumentales
- Einer Bankz – guitare (piste 4)
- Darnell Stoxstell – basse (piste 14)

Production
- Mac Attkisson – enregistrement (pistes 1–9, 11–15), mixage (pistes 10, 12, 15)
- Deyvid Ford – enregistrement (piste 10)
- Riley Mackin – enregistrement (piste 13)
- Young Nudy – enregistrement (piste 15)
- Maddox "MaddMix" Chhim – mixage (pistes 1, 3–6, 8, 11, 13, 14)
- Ethan Stevens – mixage (pistes 2, 9)
- Louis Bell – mixage (piste 7), enregistrement (piste 7)
- Colin Leonard – mastering (toutes les pistes)

## Classements hebdomadaires
| Classement (2018)                   | Meilleure position |
| ----------------------------------- | ------------------ |
| Allemagne (Media Control AG)        | 87                 |
| Australie (ARIA)                    | 6                  |
| Autriche (Ö3 Austria Top 40)        | 56                 |
| Belgique (Flandre Ultratop)         | 42                 |
| Belgique (Wallonie Ultratop)        | 93                 |
| Canada (Canadian Albums Chart)      | 3                  |
| Danemark (Tracklisten)              | 10                 |
| États-Unis (Billboard 200)          | 1                  |
| États-Unis (Top R&B/Hip-Hop Albums) | 1                  |
| Finlande (Suomen virallinen lista)  | 20                 |
| France (SNEP)                       | 74                 |
| Norvège (VG-lista)                  | 7                  |
| Nouvelle-Zélande (RIANZ)            | 23                 |
| Pays-Bas (Mega Album Top 100)       | 5                  |
| Royaume-Uni (UK Albums Chart)       | 20                 |
| Suède (Sverigetopplistan)           | 13                 |
| Suisse (Schweizer Hitparade)        | 33                 |